# Seznam japonských křižníků
Seznam japonských křižníků zahrnuje různé typy křižníků provozované Japonským císařským námořnictvem.

## Pancéřové křižníky
- Čijoda
- Třída Asama
  - Asama
  - Tokiwa

- Jakumo
- Azuma

- Třída Izumo
  - Izumo
  - Iwate

- Třída Kasuga
  - Kasuga
  - Niššin

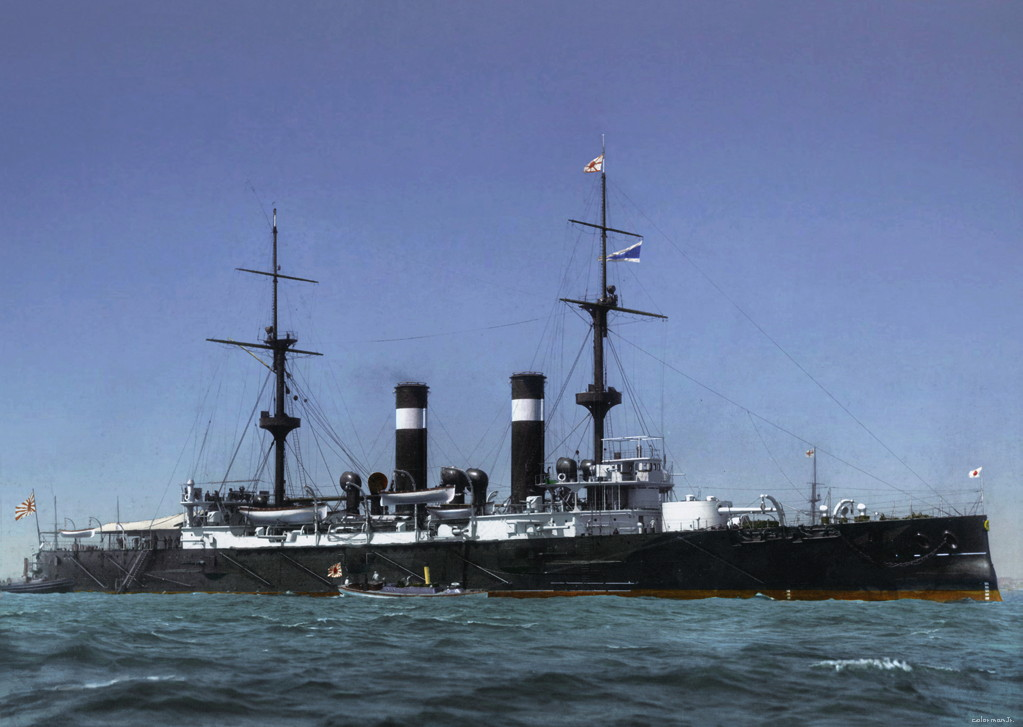
Asama v roce 1902

- Aso – ukořistěný ruský křižník Bajan

## Nechráněné křižníky

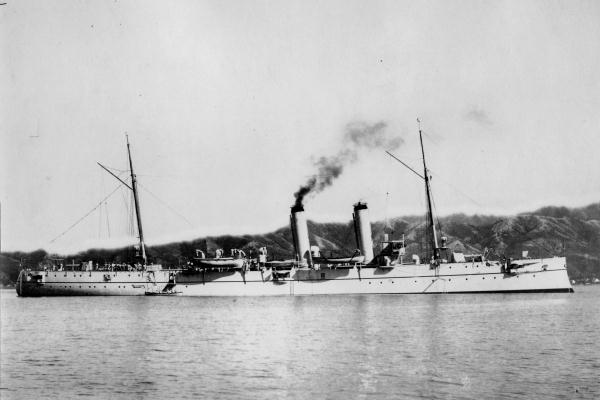
Mijako

- Takao
- Jaejama
- Čišima
- Tacuta
- Mijako

## Chráněné křižníky
- Třída Naniwa
  - Naniwa
  - Takačiho

- Unebi

- Třída Macušima
  - Icukušima
  - Macušima
  - Hašidate

- Akicušima
- Jošino
- Izumi

- Třída Suma
  - Suma
  - Akaši

- Takasago

- Třída Kasagi
  - Kasagi
  - Čitose

- Třída Niitaka
  - Niitaka
  - Cušima

- Otowa
- Tone

- Třída Jodo
  - Jodo
  - Mogami

- Třída Čikuma
  - Čikuma
  - Hirado
  - Jahagi

- Saien – ukořistěný čínský křižník

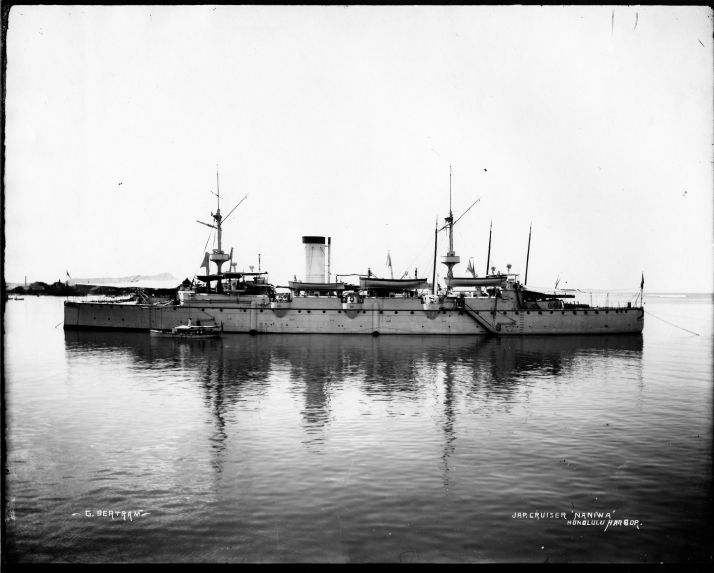
Naniwa

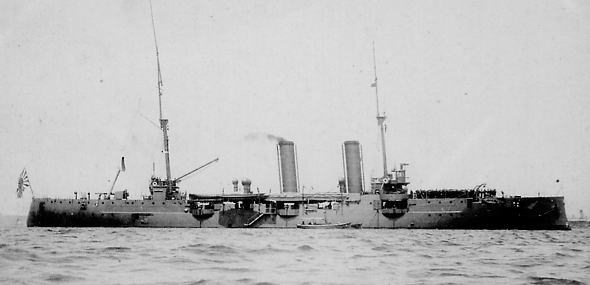
Suma

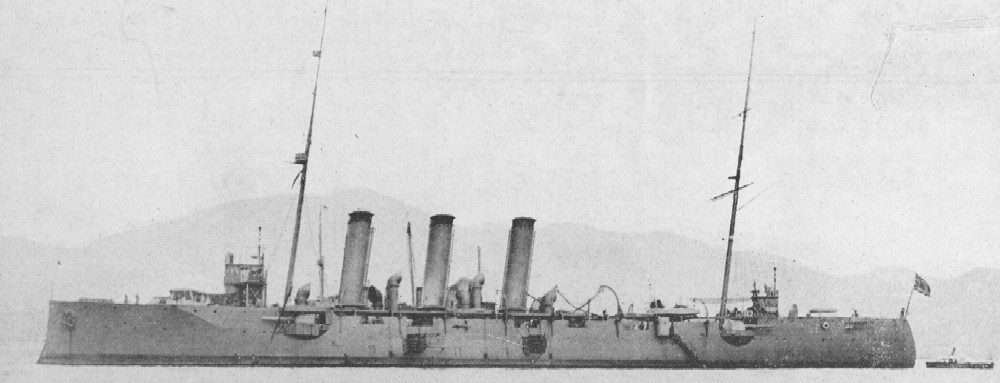
Niitaka

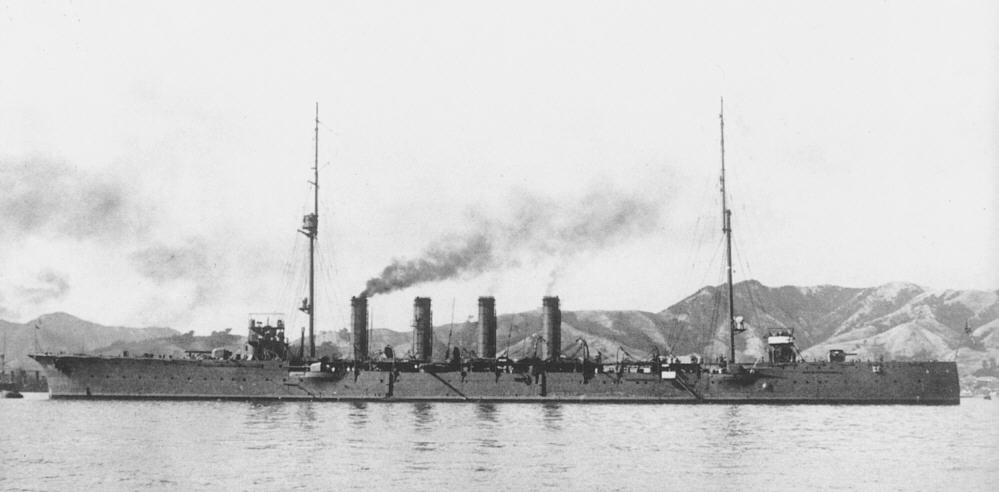
Jahagi

- Soja – ukořistěný ruský křižník Varjag
- Suzuja – ukořistěný ruský křižník Novik
- Cugaru – ukořistěný ruský křižník Pallada

## Lehké křižníky

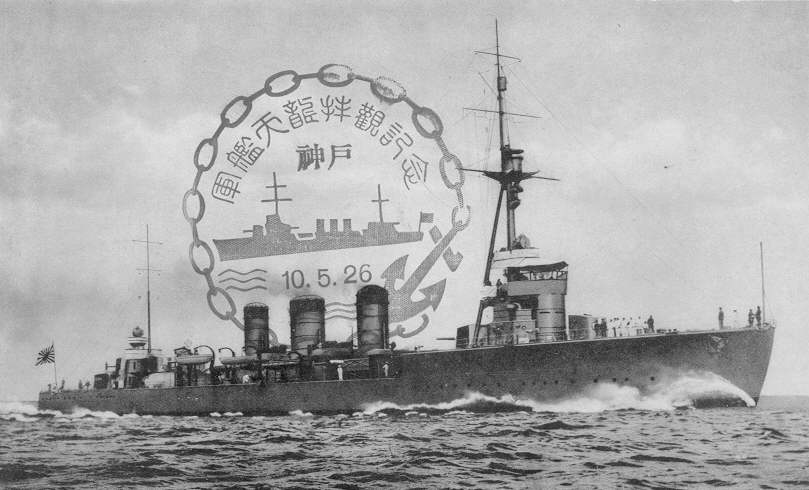
Tenrjú

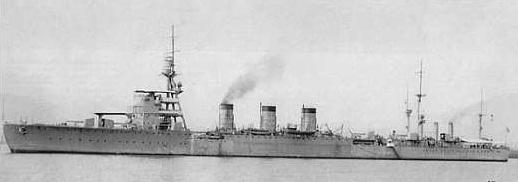
Nagara

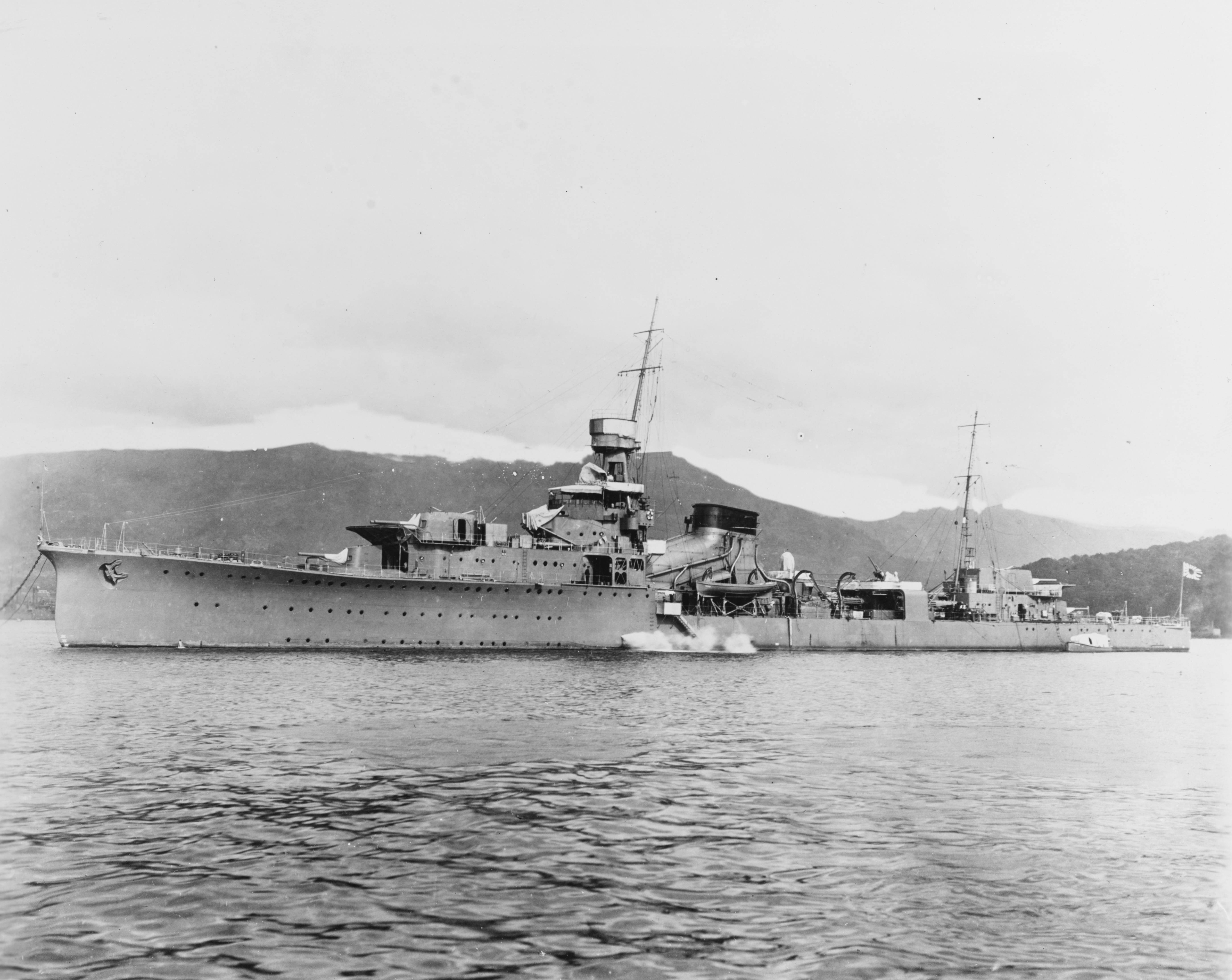
Júbari

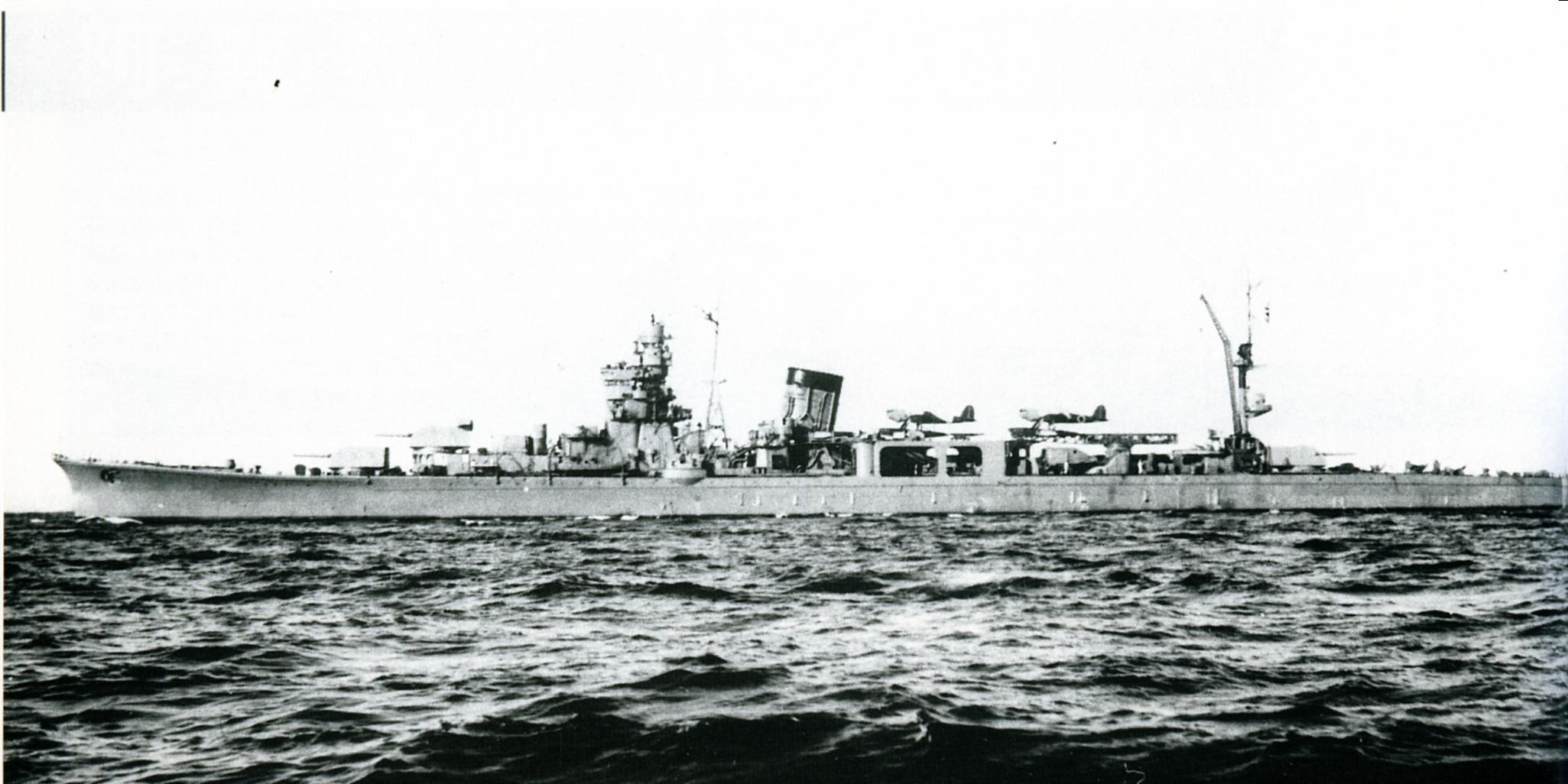
Jahagi

- Třída Tenrjú
  - Tenrjú
  - Tacuta

- Třída Kuma
  - Kuma
  - Tama
  - Kitakami
  - Ói
  - Kiso

- Třída Nagara
  - Nagara 
  - Isuzu
  - Jura
  - Natori
  - Kinu
  - Abukuma

- Júbari

- Třída Sendai
  - Sendai
  - Naka
  - Džincú
  - Kako – stavba zrušena

- Třída Agano
  - Agano
  - Noširo
  - Jahagi
  - Sakawa

- Třída Ójodo
  - Ójodo
  - Nijodo – stavba zrušena

- Třída Katori – cvičné křižníky
  - Katori
  - Kašima
  - Kašii
  - Kašiwara – stavba zrušena

## Těžké křižníky
- Třída Furutaka
  - Furutaka
  - Kako

- Třída Aoba
  - Aoba
  - Kinugasa

- Třída Mjókó
  - Mjókó
  - Nači
  - Ašigara
  - Haguro

- Třída Takao
  - Takao
  - Atago
  - Maja
  - Čókai

- Třída Mogami
  - Mogami
  - Mikuma
  - Suzuja
  - Kumano

- Třída Tone
  - Tone
  - Čikuma

- Třída Ibuki

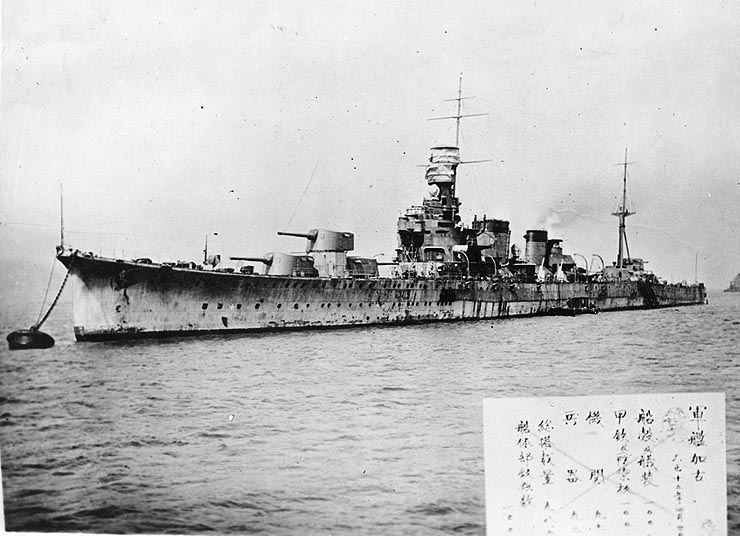
Kako

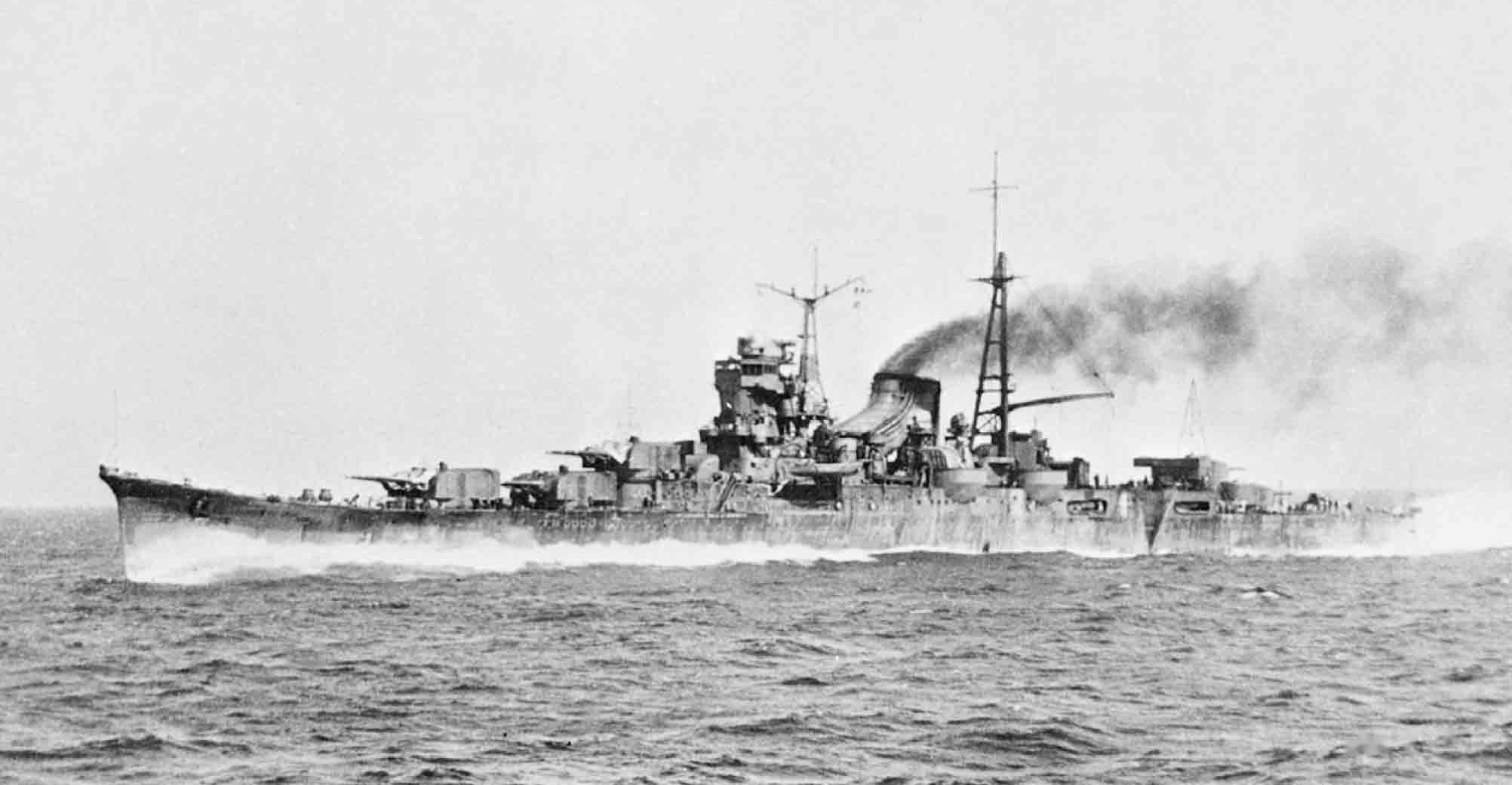
Mogami

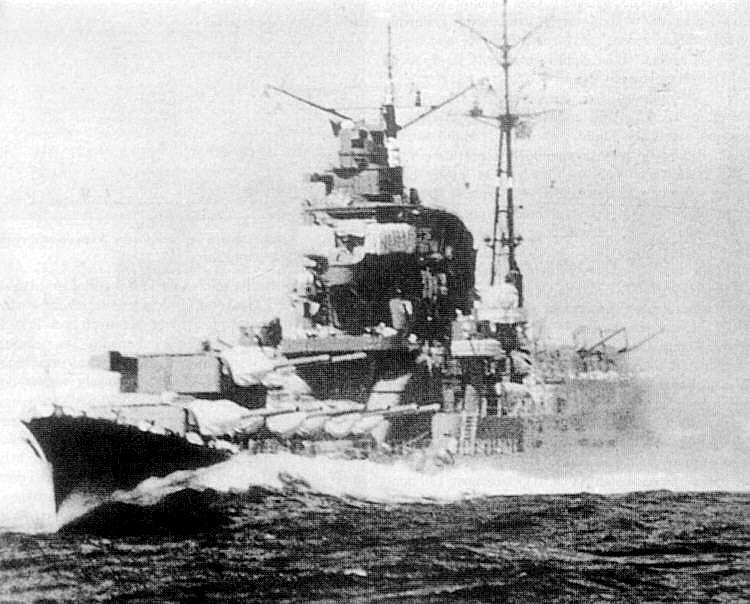
Čikuma

  - Ibuki – přestavba na letadlovou loď nedokončena
  - Č. 301 – stavba zrušena

## Bitevní křižníky
- Třída Cukuba
  - Cukuba
  - Ikoma

- Třída Ibuki
  - Ibuki
  - Kurama

- Třída Kongó
  - Kongó
  - Hiei
  - Haruna
  - Kirišima

- Třída Amagi
  - Amagi – stavba zrušena

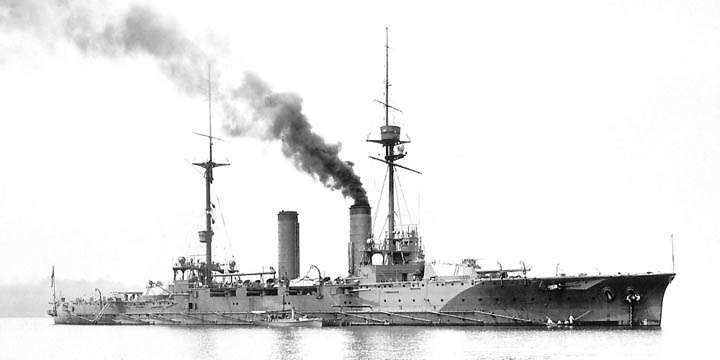
Cukuba

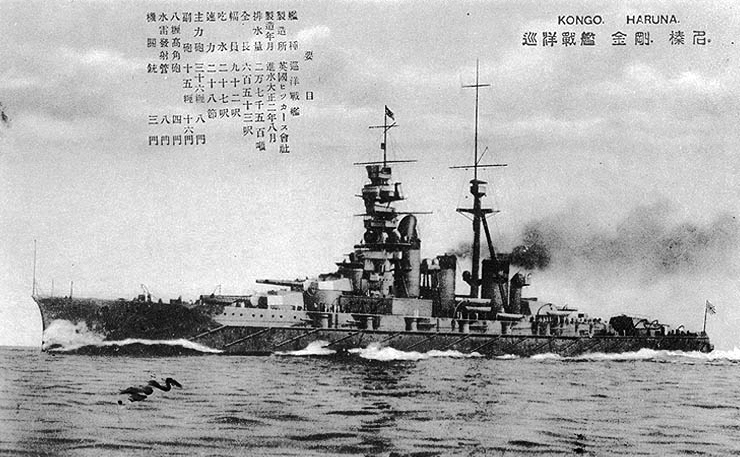
Kongó

  - Akagi – dokončen jako letadlová loď
  - Atago – stavba zrušena
  - Takao – stavba zrušena